# Trichophthalma laetilinea
Trichophthalma laetilinea är en tvåvingeart som beskrevs av Walker 1857. Trichophthalma laetilinea ingår i släktet Trichophthalma och familjen Nemestrinidae. Inga underarter finns listade i Catalogue of Life.